# Mulhouse
Mulhouse (în germană Mülhausen) este un oraș în Franța, sub-prefectură a departamentului Haut-Rhin, din colectivitatea teritorială Alsacia în regiunea Grand Est. După Strasbourg este al doilea oraș ca mărime din Alsacia. Denumirea sa provine de la Mühle, cuvântul german pentru "moară". Stema orașului reprezintă roata unei mori. 
Orașul Mulhouse a fost menționat pentru prima dată în anul 803. Orașul a luat naștere pe un sit adesea inundat, pe care însă l-a transformat într-un atu: instalarea unei mori a creat bazele pentru o activitate economică, a dat numele orașului, iar roata morii, chiar și astăzi, simbolizează orașul. Potrivit legendei, un războinic a fost găsit rănit aproape de moară și fiica morarului l-a îngrijit și mai târziu i-a devenit soție. Copiii lor s-au numit mulhousieni și aceasta explică numele „Mulhausen”, care în limba germană înseamnă Casa Morii. 

## Istoric
Orașul s-a bucurat de autonomie în cadrul Sfântului Imperiu Roman, din 1275 până la anexarea sa de către Franța, pe 4 ianuarie 1798. 
Statutul de oraș liber imperial i-a conferit o cvasi-independență. Alianțele sale cu cantoanele elvețiene (Mulhouse obținând statutul de canton aliat în anul 1515) și regatul Franței i-au permis să-și păstreze autonomia și să fie ocolit de conflictele care au trecut Alsacia prin foc și sabie, precum războiul de treizeci de ani. 
Mulhouse a dispus de atuuri care i-au permis dezvoltarea economică: capital grație comerțului său, mână de lucru grație populației rurale, iar religia calvinistă i-a conferit o morală bazată pe eforturi și perseverență. În anul 1746 patru tineri cetățeni ai orașului au fondat o manufactură pentru imprimarea țesăturilor, moment care a dat startul industrializării rapide a orașului.
La 4 ianuarie 1798 orașul Mulhouse a votat realipirea sa la Franța, fapt care a dat un nou impuls dezvoltării orașului: întreprinderile s-au înmulțit și s-au mecanizat; industria textilă a antrenat nașterea industriei chimice și mecanice și crearea școlilor specializate; infrastructura de transport s-a dezvoltat: canalul dintre Ron și Rin, calea ferată. Orașul Mulhouse a devenit unul dintre cele mai înfloritoare orașe industriale din Franța. Cu fiecare generație, populația s-a dublat grație afluxului de populații venite din regiunile învecinate, din Elveția și Germania. Avântul industriei a fost stopat de războiul din anul 1870 și anexarea la Germania. Orașului i-au fost necesari mai mulți ani pentru a se adapta la un nou mediu, și apoi, când a redevenit francez, în anul 1918, pentru a se readapta la noi piețe. În perioada 1940-1944, orașul Mulhouse a suferit ocupația nazistă, iar bombardamentele pentru eliberare i-au provocat distrugeri importante. După război, orașul Mulhouse a început un vast program de reconstrucție.
Mulhouse în prezent
	Cu o așezare geografică privilegiată și o rețea de comunicații ieșită 
din comun, orașul se sprijină pe faimosul „model mulhousian”. Un model care conjugă spiritul de inițiativă, pragmatismul, capacitatea de a depăși provocările, preocupare pentru binele comun și ospitalitatea tradițională. În prezent, dotat cu un patrimoniu istoric pus în valoare, cu numeroase echipamente culturale și sportive, cu o universitate tânără și dinamică, orașul Mulhouse propune un cadru de viață atractiv.
Economie
	Economia locală a profitat de perioada de prosperitate pe care a cunoscut-o Franța după război. Industria textilă s-a adaptat noilor condiții economice, au apărut și s-au dezvoltat noi sectoare de activitate: construcțiile electrice, industria constructoare de automobile (uzina Peugeot), industria chimică, telecomunicațiile, industria electronică, ingineria etc.
Știință și educație
	Mulhouse are numeroase școli și organisme de învățământ superior, printre care și Universitatea Haute Alsace, care cuprinde mai multe facultăți cu profil umanist și tehnic și care aparține rețelei EUCOR de cooperare între universitățile din Strasbourg, Karlsruhe, Freiburg și Basel (100.000 de studenți și cea mai mare concentrație de cercetători din Europa).
Cultură
	Mulhouse are mai multe teatre, numeroase săli de spectacole, trei complexe de cinema, în cursul anului având loc nenumărate evenimente culturale. La Filature este un loc cultural unic, care adăpostește Orchestra Simfonică din Mulhouse, Opera Națională și mai multe săli de spectacole.
Sport
	În oraș există un Palat al Sporturilor și numeroase cluburi sportive, cele mai importante sporturi practicate fiind: fotbalul, handbalul, hocheiul pe gheață, natația și voleiul.
Timp liber
	Mulhouse găzduiește numeroase muzee: Muzeul Național al Automobilului - celebra colecție Schlumpf, Electropolis - cel mai important muzeu din Europa consacrat energiei electrice, Muzeul Căilor Ferate - cel mai mare muzeu feroviar din Europa, Muzeul Imprimeriei pe Pânză, Muzeul Textilelor, Muzeul Hârtiei Pictate etc., care i-au dat renumele orașului de „capitală europeană a muzeelor tehnice”. Alte muzee: Muzeul Satului Alsacian, Muzeul de Istorie din Primăria veche, Muzeul de Artă. Grădina Zoologică și Parcul Botanic.
	Zeci de monumente de arhitectură civilă, militară și sacră îmbogățesc imaginea orașului.
	Frescele care înfrumusețează fațadele vechilor clădiri reprezintă o moștenire a orașului de influență elvețiană. 
Inedit: În centrul orașului se înalță Turnul Europei, în vârful căruia este situat un restaurant panoramic care se rotește 360o, ceea ce permite observarea în timpul mesei a întregii panorame (Munții Jura, Munții Pădurea Neagră, Alpii elvețieni). Vizibil de departe, acesta a devenit simbolul orașului Mulhouse.
	De vizitat Târgul de Crăciun organizat în luna decembrie.
Transport
Orașul este deservit de Euro-Airport, pe care Mulhouse îl împarte cu Basel și Freiburg. Mulhouse se află în centrul unui sistem de cale ferată unde trenurile de mare viteza din Europa se întâlnesc: Rhine-Rhone TGV, „The Rail 2000” dintre Italia (Milano) și sudul Germaniei; o legătură feroviară directă cu Basel (Elveția). Transportul public este asigurat de o rețea extinsă de tramvaie. Orașul este traversat de Canalul Ron-Rin.

## Orașe înfrățite
Mulhouse este înfrățit cu:
- Anvers, din 1956
- Walsall, din 1962
- Kassel, din 1965
- Bergamo, din 1989
- Chemnitz, din 1990
- Timișoara, din 1991
- Givatayim, din 1991
- Sofara, în Mali, din 2003

## Personalități născute aici
- Johann Heinrich Lambert (1728 - 1777), matematician, astronom elvețian;
- Alexandre Rachmiel (1835 - 1918), pictor peisagist, stabilit ulterior în SUA;
- Emmanuel Benner (1836 - 1896), pictor;
- André Weiss (1858 – 1928), jurist;
- Alfred Dreyfus (1859 - 1935), ofițer;
- Artur Dinter (1876 - 1948), scriitor, om politic german;
- William Wyler (1902 - 1981), regizor american;
- Christiane Scrivener (1925 - 2024), politiciană;
- Robert Simac (n. 1952), pilot de curse;
- Cléopâtre Darleux (n. 1989), handbalistă;
- Axel Toupane (n. 1992), baschetbalist.